# Entepola
ENTEPOLA, acrónimo de Encuentro de Teatro Popular Latinoamericano, es un festival de teatro que surgió en Chile en 1987, en el contexto de la dictadura militar. El festival promueve la puesta en escena de trabajos de teatro comunitario, teatro de calle y teatro popular, desde un enfoque latinoamericano. Desde 2014, la Fundación ENTEPOLA amplió los encuentros a otros países, como Argentina y México.

## Teatro comunitario
Es el teatro que busca generar comunidad que se basa en la creación colectiva del grupo de vecinos que tiene algo que expresar, denunciar o decir. La creación se da en una determinada región o barrio que se reúne, se comunica y se entabla un diálogo  por medio del teatro. En el Cao de Latinoamérica fue una perspectiva que llevó al teatro  aun sentido de mayor globalidad. El teatro desde este medio de libertad de expresión el teatro se vuelve un proyecto de la comunidad para la comunidad. Se trabaja desde la inclusión e integración de manera voluntaria. El interés social que muestra es por querer indagar en el surgimiento de los movimientos sociales respecto a problemáticas que existen en contextos determinados. Las personas que se organizan en torno a este suelen ser quienes necesitan dar manifestación del malestar de un contexto que se ponga en práctica en los montajes.

## Historia
El Encuentro de Teatro Popular de Teatro Popular Latinoamericano (ENTEPOLA) dio inicio en un momento complejo en la historia de Chile, justo durante la dictadura militar de Pinochet en 1987, en un momento en el que la libertad de expresión era limitada y oprimida. La idea del encuentro surgió por parte de la compañía La Carreta quienes buscan proponer un teatro donde las personas sean sus protagonistas; dar la oportunidad de manifestar lo que pensaban y que sentían sentía, buscar a tratar de reparar el tejido social y poder una herramienta poderosa y efectiva.
La idea era impulsar a crear redes de comunicación con otras compañías y agentes culturales que se aprovecharon para crear vínculos de fuentes, vínculos para a la formación de un pensamiento crítico, constructivo, así como una democratización del espacio ganado. El festival creció hasta que se volvió un referente del teatro comunitario en Latinoamérica. El festival creció hasta que se volvió un referente del teatro comunitario en Latinoamericana Finalmente en 2013 se convierte en una fundación que se integró con  proyectos de intervención social El Festival Internacional de Teatro Latinoamericano, Escuela Latinoamericana de Teatro popular y Seminario de pedagogía teatral y acción social.
Como misión tiene mantener el movimiento artístico comunitario, utilizando el teatro como una herramienta de formación y transformación social, educacional y cultural. Se crea un protagonismo de la comunidad que es real y no tiene acceso a los servicios ni bienes culturales. La metodología que se usa para la creación se basa en la propia experiencia y conocimiento al trabajar desde los espacios comunitarios. Su presidente es David Musa Ureta; creador de la fundación y director del Festival internacional de Teatro comunitario.

Como parte del encuentro, se inició un proyecto de enseñanza del teatro comunitario, a través de la Escuela Latinoamericana de Teatro Popular (ELTP), realizando talleres enfocados a jóvenes con el enfoque colectivo para la creación de obras. Se incentivaba el aprendizaje inclusivo y transversal. Asimismo se usaban el aprendizaje lúdico y expresivo a través del juego para lograr un trabajo creativo, buscando que se desarrollaran opiniones críticas por medio del juego libre, expresión y creación. En la ELTP, se aprendía partir del respeto a los demás y de un proceso de trabajo en equipo. Tiempo después se crearon los talleres para complementarlos con un análisis crítico y filosófico sobre lo que es y lo que implica el teatro comunitario inspirados en principios de Augusto Boal (teórico teatro del oprimido) y Paulo Freire (pedagogo brasileño). Dichos talleres buscaban forjar una actitud de esperanza por el cambio comunitario. Un ejemplo de esto fue Populteatro en el cual hacía una exposición e intercambio de experiencias artísticas de América Latina y el Desmontaje donde se compartían experiencias de creación, gestión y formación de compañías.
Todas nuestras actividades están dirigidas a artistas, líderes o educadores comunitarios, profesionales que estén sensibilizados con esta herramienta teatral o personas que trabajen en espacios de vulnerabilidad. David Musa Ureta.
ETEPOLA fomenta la cercanía, la hermandad que se va ramificando a América Latina. El encuentro que nació en Chile se empezó a replicar en otros países, como Ecuador, Brasil, Puerto Rico y Perú. En 2014 se firmó un convenio con Argentina y México para la exportación del proyecto Festival de Teatro Comunitario. Con esta red de apoyo el proyecto ha permanecido con cambios como la desintegración de ENTEPOLA Chile en 2022, pero la persistencia y presencia en los otros países ha sido firme por mantener ideales y con las actividades con los principios que las caracterizan. A pesar de los cambios, el festival en sus más de 28 años de acción contó con la participación de más de 280 compañías nacionales, 168 internacionales y la asistencia de 840 mil participantes con la presencia de compañías de Perú, Paraguay, México, Reino Unido, Suiza y Australia, participando más de 70 voluntarios y 2000 personas por noche.

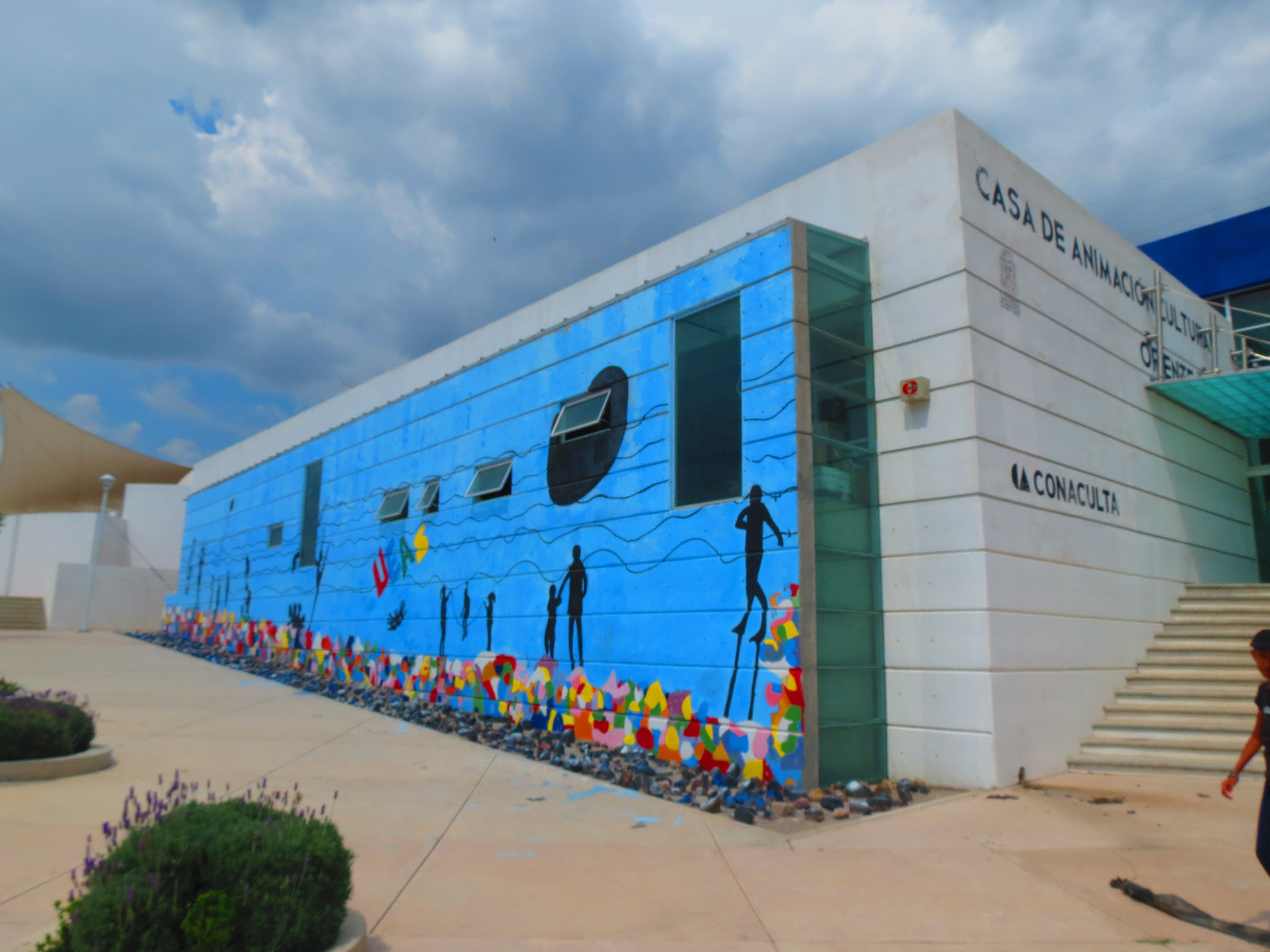
Casa de Animación Cultural Oriente (CACO), una de las sedes de ENTEPOLA en México.

## ENTEPOLA México
El convenio de ENTEPOLA para desarrollarse en México se estableció en 2014, a través de la vinculación entre el Instituto Municipal Aguascalentense para la Cultural (IMAC) y David Musa (Fundación ENTEPOLA). Finalmente el convenio fue firmado con el Ayuntamiento de Aguascalientes a finales de marzo de 2014. La realización del primer festival fue planeado para octubre del mismo año, permitiéndole usar el nombre. El director en turno del IMAC señaló que la intención de traer el proyecto era generar una integración de las comunidades de teatro popular; llevar este teatro comunitario donde no existen las divisiones, y las relaciones entre los países de Latinoamérica que se unen para formar una serie de relaciones.
En México este festival se ha logrado distinguir por su ayuda y colaboración de los países con sus más de 100 presentaciones, actividades y talleres presentados en cada edición. Hasta antes de la pandemia del 2020, los centros donde se realizaban dichas actividades eran la CACO, el Cereso femenil, el Tutelar de Menores, cafés, instituciones educativas, comunidades, el Teatro Morelos, entre otros. La utilización de este último espacio fue una ruptura con las prácticas artístico culturales dedicadas a las de la "alta cultura" o comunidades de élite; sin embargo el teatro en este festival es para todos, y es por esto que sus puertas se han abierto a presentaciones en cada edición.
Se considera como una ventana para mostrar la calidad de los trabajos no solo nacionales e internacionales, sobre todo los locales, probar los espacios públicos y no convencionales  son los más apropiados para acercar a la gente al público sin una diferencia  socioeconómica. A esto se suma los esfuerzos de un equipo multidisciplinario por la organización del mismo. Como director del comité en México se encuentra Martín Layune.

### Edición 2014
La coordinadora de esta primera edición fue Rubí Figueroa, quien impartió un taller de pedagogía teatral y acción social dirigido a la comunidad de Aguascalientes.
Acá tenemos la idea de que la cultura y el arte se enaltezcan desde las bases sociales, que haya una dignificación del trabajo artístico y un respeto y compromiso con las clases más vulnerables”, señaló el director.( David Musa, Rueda de prensa 8 abril 2014). Las compañías tuvieron 6 meses de gestión de apoyos para sus respectivas puestas en escena antes de venir a Aguascalientes, conscientes de su labor altruista  y sin fines de lucro. Después de que termine el trabajo en el festival las compañías participantes podrán hacer intercambios e otros países para seguir promoviendo sus obras y talleres.

Entre los sus planes ese año estuvieron el colocar a jóvenes en situación de riesgo en la logística del evento, incluso lograr intercambios para que puedan conocer otros países  que su vez ayuden a una consecución con otros países como en Argentina o Chile. De este modo la misión y visión que está encaminada en crear un integración de comunidades que viven en las orillas de Aguascalientes. Dentro del festival la participación de niñas y niños se crearon actividades de pensamiento crítico de las problemáticas de violencia  que existen comunidades propias o afines.

### Edición 2015
La jornada de esta edición tuvo una duración de 7 días, en los cuales se presentaron un total de 22 grupos de teatro de 6 países( México Uruguay, Argentina, Chile y Perú) con u total de 165 artistas en escena con 3 sedes diferentes; Centro de Animación Cultural Oriente(CACO), el anfiteatro de la Delegación Morelos, y la plaza Fundadores. Se dieron 38 funciones de teatro espaciales gratuitas, 5 de ellas se llevaron en La universidad del Valle de México, El CETIS y  para 80, Centro de readaptación social para menores y El Centro de readaptación social para mujeres. Por primera vez se ofrecieron conferencias y 11 talleres artísticos; se llevaron a cabo entre dramaturgos, directores y actores. El afuero del público se estimó de 5000 personas.

### Edición 2016
Dentro del Tercer encuentro se llevaron a cabo 20 puestas en escena con la participación de 50 artistas, mismos que de manera voluntaria están ayudando a la coordinación con la visión de que ellos empoderen las visión y corresponsabilidad ciudadana para la organización de estos eventos. en los espacios como El Centra Cultural de Animación oriente(CACO),Teatro Leal y Romero, talleres en la Universidad de las Artes y en la Licenciatura de Artes Cinematográficas y Escénicas. Todas las actividades son gratuitas. Los países participantes son Chile Argentina y Brasil, las compañías participantes  de Estado de México, Oaxaca, Hidalgo, Ciudad e México, Cancún, Guanajuato, un total de 10 compañías locales y más de 40 funciones 
Se pretende poder tener ese acercamiento con las diferentes áreas de nuestra sociedad, que el teatro lo podamos llevar a todos los niveles, hemos encontrado muchísimos talentos gracias a este tipo de encuentros en las colonias y en los barrios a donde se ha llevado este teatro popular, nos sentimos muy contentos porque por un lado los jóvenes se están preparando, están saliendo del ocio y también algunos de ellos ya han participado en algunas puestas en escena. (Director del IMAC).

### Edición 2017
El IV encuentro se llevó a cabo del 24 de agosto al 1 de septiembre, organizado por cuarto año consecutivo por el Instituto Municipal de Aguascalientes para la Cultura (IMAC). Se dieron funciones, talleres, cuentacuentos con presencia de países como Argentina, Brasil, Venezuela, Colombia, Chile, México y España. Se registró una participación de más de 150 artistas invitados tanto locales, internacionales y locales.
Es muy probable que hagamos convenios con otros estados de la república, hay otros estados que están interesados en tener una sede de ENTEPOLA, creemos que se puede ampliar y también  estoy seguro que vamos a contar con la voluntad para que a nivel Estatal, el ICA también tome parte de las sedes, sobre todo queriendo que ahora el ENTEPOLA pueda salir a los once municipios. (Director del IMAC)

### Edición 2018
El V encuentro se llevó a cabo del 23 al 31 de agosto con la participación de 150 artistas de siete países, como Argentina, Chile, Ecuador, Uruguay, Colombia, Perú, Brasil y México, además de estados invitados como  Chiapas, Morelos Veracruz, Estado de México y Aguascalientes.
Lo que tenemos en este festival es un teatro que puede ser llevado a cualquier rincón de la ciudad, que trata problemáticas comunes de las poblaciones, en especial aquéllas generadas por las injusticias históricas, a fin de llevar al espectador a la reflexión en comunidad (Director IMAC).
Se dieron 40 funciones de teatro en Casa de Animación Cultural Oriente (CACO), Teatro Morelos, CONALEP, Crena, Bachillerato UAA, Escuela Normal Cañada Honda, Escuela Primaria  Héroes de Independencia, Escuela Fernando Wagner, el Cereso femenil y varonil, foros independientes y espacios de convivencia  como Foro al Trote, Parque Hidalgo, Café Coyoacán y La Saturnina.
Por segundo año consecutivo se hizo una alianza entre México, Argentina y Chile para darse una mezcla de las tres culturas y una colaboración en las formas de hacer teatro comunitario, unidos por la búsqueda y el despertar social con la puesta en escena de El hombre que subió al colectivo con la participación de David Musa Rubí Figueroa, Roberto Belmont y dirigido por Germán Romano. Paola Barona puso énfasis en la inclusión este año de sectores poco atendidos  como el Cereso femenil y varonil y El Centro Estatal para el Desarrollo del Adolescente.
Por primera vez habrá una exposición de editorial Teatro de los Volcanes, 22 años de tradición cultural escénica comunitaria de Raúl Pérez y Beatriz Serrano Altamirano.

### Edición 2019
La  VI edición fue del 29 de agosto al 6 de septiembre  con una puesta en escena de 40 obras de teatro de manera gratuita en lugares Como Centro de Animación Cultural Oriente(CACO), ), Teatro Morelos, CONALEP, Crena, Bachillerato UAA, Escuela Normal Cañada Honda, Escuela Primaria  Héroes de Independencia, Escuela Fernando Wagner, el Cereso femenil y varonil, foros independientes y espacios de convivencia  como Foro al Trote, Parque Hidalgo, Café Coyoacán y La Saturnina. Los países que participaron fueron Argentina, Colombia, España, Chile, Estados Unidos, Guinea Ecuatorial, y nacionales con estados como Jalisco, Querétaro, San Luis Potosí, Chihuahua, Ciudad de México, Hidalgo, Yucatán y Aguascalientes.

### Edición 2021
El VIII encuentro tuvo lugar los días del 26 de agosto al 3 de septiembre, pero en esta ocasión y debido a la pandemia del COVID 19 las medidas tomadas fueron hacer el festival de manera digital, en el cual se les pedía a las compañías de cada país y estados invitados mandar sus propuestas en formato de vídeo. Los países que tendrán participación serán Argentina, Colombia y Uruguay, nacionales Estado de México, Hidalgo, Oaxaca y Aguascalientes. Se darán Talleres y cursos en forma virtual. Las obras participantes serán " El alma de un hilo"  y " Enlaza Mundos" de Argentina, "Perro Muerto" de Canadá", "Coriolis" de Uruguay. "Borderline" ,"Memorias de la Deriva" y "Gallinero" de la Ciudad de México, " "Agua y Carrizos" de Michoacán, " Mermejita Circus" Oaxaca," Libres" de Guerrero y "Anhelo" de Jalisco.

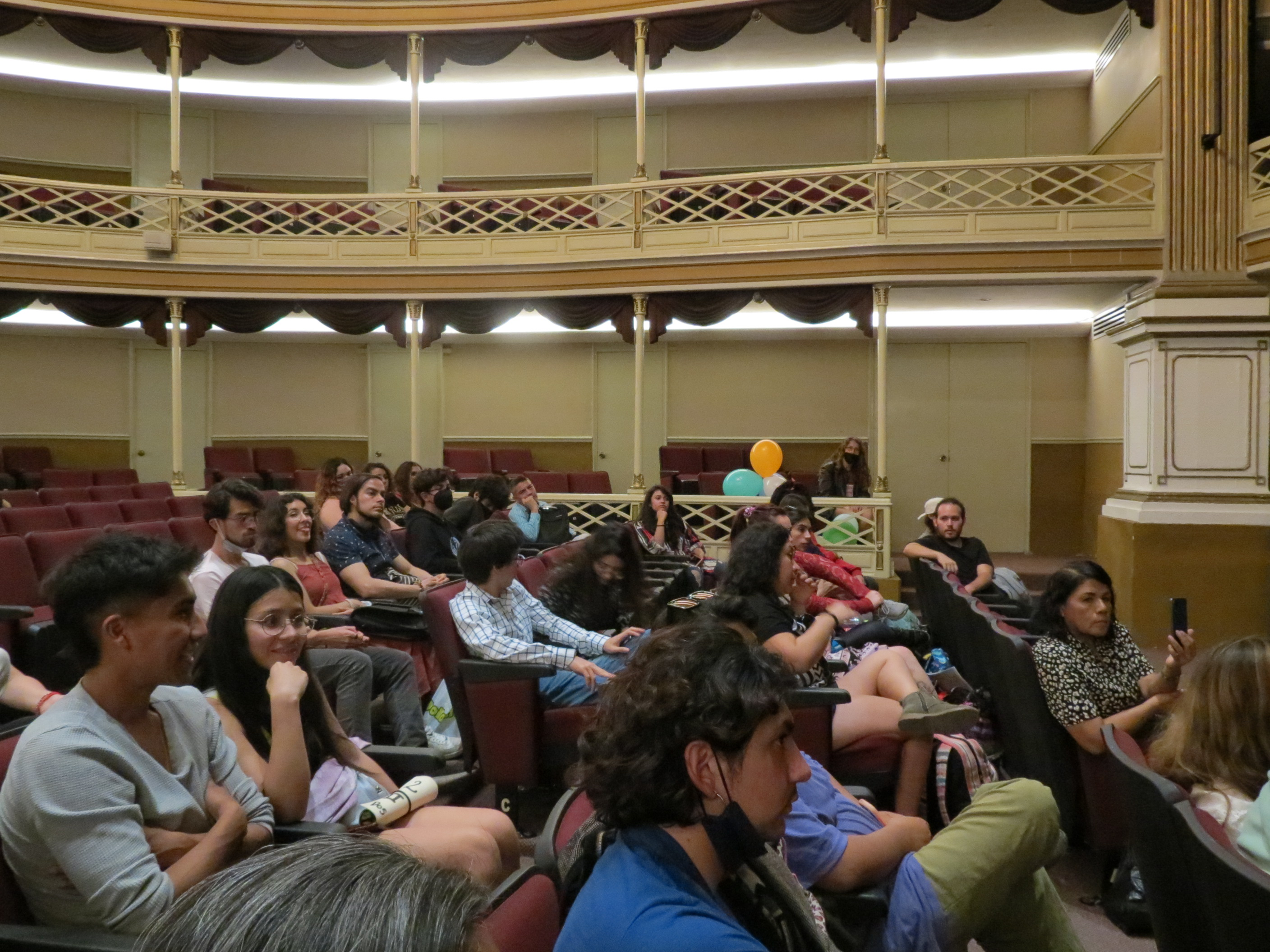
Charla de participantes en las Jornadas de Teatro Latinoamericano, 2022, en el Teatro Morelos

### Edición 2022
Este año el nombre de cambió al de Jornadas de Teatro Latinoamericano (JOTELA). Este cambio en el nombre y en la organización fue dada a conocer por Martín Layune, Juan Manuel Bárcenas, Ana Campos y Gonzalo Quiroz; quienes detallaron que en ese año no se usaría el nombre usual debido a razones de corte político y al no contar con un mutuo acuerdo entre el equipo voluntario y la marca se decidió por esta resolución.
La realidad es que no se cuenta con recurso, pero fueron las voluntades de aliadas culturales, compañías así como de las voluntarias, para presentar un programa de funciones teatrales que permiten abrazar los proyectos que ya no podían cancelarse», con este programa se cumplirá el objetivo de compartir los discursos que atañen a esos países y localidades. (Equipo Organizativo JOTELA).
Ante las nuevas medidas solo participó una compañía local, una compañía de Chile, una de Colombia, una más de Argentina y una de Michoacán. La cooperación fue clave para poder llevar a cabo itinerarios entre las compañías que se solventaron con los recursos que se contaba en el momento. Además al ser la primera edición con este nombre las relaciones que se establecieron  fueron sólidas para tener un encuentro el próximo año y poder seguir fomentando el teatro comunitario en México y Aguascalientes.